# 塩田信之 (作曲家)
塩田 信之（しおだ のぶゆき、1967年6月25日 - ）は、日本のゲームミュージック作曲家。東京都出身。

## 略歴
学生時代にバンド結成を機に音楽のプロを志し、ベーシストとして腕を磨く。一方で初期ナムコ作品等に影響され、ゲーム音楽に興味を持つ。専門学校で音楽教育を受け、卒業制作で初めて作曲をする。1989年株式会社キッド入社、同社で初のサウンドクリエイターとなる。およそ60タイトルのゲームサウンド制作に携わり、1999年退社。以降フリーランスの作曲家となる。

## 作風
ジャンルにとらわれず様々な音楽を手掛ける。キャリア初期より代理コードや転調を織り交ぜたエモーショナルな曲調を得意とする一方で、全編ヒップホップによる『ストバスヤロウ将』、シュールな童話的世界観を表現した『オリビアのミステリー』等で当時のゲーム音楽としては異例だったジャンルを積極的に採用、中でも『サマーカーニバル'92 烈火』は日本の音楽業界に先んじて発売された国内初のハードコアテクノ作品で、後年シューティングゲームの音楽がテクノへと傾倒する先駆となった。また同作において、ファミリーコンピュータの純正音源では不可能と思われたクラブミュージックを実現した手腕は高く評価され、2016年以後のファミコン再興ブームではサウンド面での中核を担った。特に2022年発売『アストロ忍者マン』シリーズでは、DPCMチャンネルの容量制限を感じさせないスラップベースやラップ、他にも『ラフワールド』等で聴かれるサン電子のサウンド技術に『烈火』の技術をミックスする等、様々な方法でファミコン音源のさらなる可能性を示した。

## 人物
- 通知表で唯一「1」を記録した科目が音楽だった[2][5]。
- 20歳の頃に絶対音感を持っている事が判明、ソルフェージュの試験中に課題曲のピッチがおかしいと指摘し、塩田の指示に従いながら教師がカセットテープの速度を調整したというエピソードがある[6]。
- 2曲しか作歴が無い頃にコナミに応募、最終面接まで残ったが「作曲歴なし」と判定されて落選している[2]。
- PlayStationやセガサターンのムービー用にオーケストラ曲を作った際、上手く出来たと自己評価しながらも満足せず、さらなる上達のためにチェロを買いアマチュアオーケストラに加入している[2]。
- キッドに来ていた漫才師志望のアルバイトから一緒に組みたいと誘われたが、笑いを作るよりも音楽を作る方が性に合っているという理由で断った[2]。
- 音楽制作で使用するケーブルは自作し、自宅スタジオに200V電源を自ら設営している。作業用デスクもそれまで使用していたものは強度に問題があったため頑丈なものを自作し、その翌年の東日本大震災による損害を免れている[2]。
- 作曲家兼ベーシストになりたかったがこれらは独学で覚え、さらなる武器としてシンセサイザーのプログラムを学びたかったという理由でキーボードの専門学校に進学したがほとんど弾けず、同級生からは何をしにこの学校に来たのかと不思議に思われていた[2]。
- キッド入社時はパソコン未経験で、同社に外注として携わっていた中潟憲雄の下で3ヶ月間の研修を受ける予定だったが、入社するとすぐにサウンドドライバーの使用法を理解し、初めて中潟と会った時にはすでに第一線で活動するまでになっていたため研修は不要となり、「憧れのナムコの先輩の内弟子になれるという夢のような話が流れてしまった」と悔やんでいる[2][5][7]。
- 『烈火』の後継作である『バトルガレッガ』のサウンドを担当した 並木学とは縁が深く、同じ作品への楽曲提供やイベントでの共演が多いのみならず、双方とも「仕事帰りに体調不良で倒れて大森駅前の安田病院に入院した」という全く同一の体験まで持つ[2][5]。
- ゲームラボ2022春夏号にインタビューが掲載された際、編集部の手違いにより同姓同名のライター塩田信之のもとへ見本誌が送付された[5]。

## 楽曲制作

### ゲームミュージック
- ブライファイター(無頼戦士) - 1990年、タイトー
- ブライファイター(無頼戦士)DX - 1990年、タイトー
- en:Low G Man: The Low Gravity Man -  1990年(日本未発売)、TAXAN(加賀電子の海外向けブランド)
- ドキ!ドキ!遊園地 クレイジーランド大作戦 - 1991年、バップ
- バナナン王子の大冒険 - 1991年、タカラ
- マックスウォーリアー 惑星戒厳令 - 1991年、バップ
- ファーステスト・ラップ - 1991年、バップ
- 相撲ファイター 東海道場所 - 1991年、アイマックス
- ちびまる子ちゃん2 デラックスまる子ワールド - 1991年、タカラ
- G.I.Joe A REAL AMERICAN HERO - 1991年(日本未発売)、TAXAN
- サマーカーニバル'92 烈火 - 1992年、ナグザット
- ちびまる子ちゃん3 めざせ!ゲーム大賞の巻 - 1992年、タカラ
- うる星やつら ミス友引を捜せ! - 1992年、やのまん
- ちびまる子ちゃん4 これが日本だよ!王子さま - 1992年、タカラ
- きんぎょ注意報!2 ぎょぴちゃんをさがせ！ - 1992年、ビーアイ（現・メガハウス）
- バトルグランプリ - 1992年、ナグザット
- en:Kick Master - 1992年(日本未発売)、タイトー
- en:G.I. Joe: The Atlantis Factor - 1992年(日本未発売)、カプコン
- ウルトラ闘魂伝説 - 1993年、バンプレスト
- 上海III - 1993年、サンソフト
- サンダーバード - 1993年、ビーアイ
- ぶろっけん - 1994年、ビスコ
- へべれけのぽぷーん - 1994年、サンソフト
- オリビアのミステリー - 1994年、アルトロン
- ストバスヤロウ将 - 1994年、ビーアイ
- UFO仮面ヤキソバン ケトラーの黒い陰謀 - 1994年、DEN'Z
- ガメラ 大怪獣空中決戦 - 1995年、エンジェル（現・メガハウス）
- 原人コッツ - 1995年、ビーアイ
- 魔法陣グルグル 勇者とククリの大冒険 - 1995年、タカラ
- ちびまる子ちゃん まる子デラックス劇場 - 1995年、タカラ
- 牌勢麻雀 凌駕 - 1995年、アスキー
- SUPER人生ゲーム2 - 1995年、タカラ
- カルトネーム - 1996年、アイマックス
- ジャンピンダービー - 1996年、ナグザット
- ベストショットプロゴルフ - 1996年、アスキー
- ミニ四駆 シャイニングスコーピオンレッツ&ゴー!! - 1996年、アスキー
- SUPER人生ゲーム3 - 1996年、タカラ
- 必殺! - 1996年、バンダイビジュアル
- きゃんきゃんバニープルミエール2 - 1996年、KID
- 昇龍三國演義 - 1996年、イマジニア
- DX人生ゲーム - 1996年、タカラ
- 美少女戦士セーラームーンSS - 1996年、エンジェル
- きゃんきゃんバニープルミエール2 - 1996年、カクテル・ソフト
- ポケットラブ - 1997年、KID
- 天下制覇 - 1997年、イマジニア
- DX人生ゲームII - 1997年、タカラ
- ポケットラブ2 - 1998年、KID
- テナントウォーズ - 1998年、KID
- She’sn 〜シーズン〜 - 1998年、アクセント
- ジェムジェムモンスター - 1999年、KID
- ゴルフだいすき! - 1999年、KID
- フロントロウ - 1999年、KID
- ブライファイター(無頼戦士)・カラー - 1999年、KID
- Kissより… - 1999年、KID
- ポケットラブ 〜if〜 - 1999年、KID
- 爆走デコトラ伝説 for WonderSwan - 1999年、ヒューマン・加賀テック
- 爆走デコトラ伝説GBスペシャル 男度胸の天下統一 - 2000年、KID
- 8BIT MUSIC POWER - 2016年、コロンバスサークル
- キラキラスターナイトDX - 2016年、コロンバスサークル
- ダライアスバースト クロニクルセイバーズDLC EIGHTING Pack - 2016年、角川ゲームス
- NEO平安京エイリアン - 2017年、コロンバスサークル
- 追放選挙 - 2017年、日本一ソフトウェア
- 星降る夜のファルネーゼ - 2017年、ミィティ
- 8ビットリズムランド - 2019年、コロンバスサークル
- アストロ忍者マン - 2020年、RIKI
- ミニ四駆 超速グランプリ - 2021年、バンダイナムコエンターテインメント
- Fit Boxing 2 -リズム&エクササイズ- - 2021年、イマジニア
- アストロ忍者マンDX - 2022年、コロンバスサークル
- アストロ忍者マンEXA - 2022年、exA-Arcadia
- Fit Boxing 北斗の拳 〜お前はもう痩せている〜 - 2023年、イマジニア
- ファッションドリーマー - 2023年、マーベラス
- 8BIT MUSIC POWER ENCORE - 2024年、コロンバスサークル

### チップチューン
- チップチューンド・ロックマン  - インティ・クリエイツ、2009年10月15日

### TV・映画
- 続・終物語 - 2018年、講談社、8ビット効果音制作

### TVCM
- 業物語 予告編 - 講談社、2016年1月

### その他
- MADOGATARI展 会場マナームービー - シャフト、2015年11月